# Rajd Nurburgring 1955
Rajd Nürburgring 1955 (1. Internationale ADAC-Rallye Nürburgring) – 1. edycja rajdu samochodowego Rajd Nürburgring rozgrywanego w RFN. Rozgrywany był od 18 do 22 maja 1955 roku. Była to piąta runda Rajdowych Mistrzostw Europy w roku 1955.

## Klasyfikacja rajdu
| Miejsce                      | Kierowca                     | Pilot                        | Samochód                     | Czas                         | Strata                       |                              |
| Klasyfikacja generalna i ERC | Klasyfikacja generalna i ERC | Klasyfikacja generalna i ERC | Klasyfikacja generalna i ERC | Klasyfikacja generalna i ERC | Klasyfikacja generalna i ERC | Klasyfikacja generalna i ERC |
| ---------------------------- | ---------------------------- | ---------------------------- | ---------------------------- | ---------------------------- | ---------------------------- | ---------------------------- |
| 1.                           | Gustav Menz                  | Sven von Schroeter           | DKW 896                      | 4:12                         | 0.0                          |                              |
| 2.                           | Heinz Meier                  | Luba Hermann                 | DKW 896                      | 4:14                         | +1                           |                              |
| 3.                           | Paul Ernst Strähle           | Hans Wencher                 | Porsche 356 1300 Super       | 4:23                         | +10                          |                              |
| 4.                           | Werner Engel                 | Helmut Rathjen               | Mercedes-Benz 220            | 4:34                         | +21                          |                              |
| 5.                           | Eittel Eddelbüttel           | Manfred Elmenhorst           | Porsche 356 1300 Super       | 4:38                         | +25                          |                              |
| 6.                           | Alfons Vossen                | Friedrich Schorlemmer        | BMW 502                      | 4:39                         | +26                          |                              |
| 7.                           | Alexander von Falkenhausen   | Katharina von Falkenhausen   | BMW 502                      | 4:39                         | +26                          |                              |
| 8.                           | Hanns Gerdum                 | Joachim Kühling              | Mercedes-Benz 220            | 4:40                         | +27                          |                              |
| 9.                           | Günther Kolwes               | Alfred Katz                  | BMW 501                      | 4:46                         | +33                          |                              |
| 10.                          | Erwin Behringer              | Rolf Stahlschmidt            | BMW 501                      | 4:49                         | +36                          |                              |